# 용방록
용방록(龍榜錄)은 대한민국 제주특별자치도 제주시 제주향교에 있는, 조선시대 문과에 합격한 사람의 이름을 적은 명부이다. 1991년 6월 4일 제주특별자치도의 유형문화재 제10호로 지정되었다.

## 개요
용방이란 문과를 달리 이르는 말로 이 책은 조선시대 문과에 합격한 사람의 이름을 적은 명부이다.
책에 나온 급제자로는 조선조 태종 14년(1414) 갑오방에 급제한 고득종으로부터 철종 14년(1863) 계해방에 급제한 한석윤까지 총 56인이 기록되어 있다. 큰 글자로 쓴 이름자 밑에는 작은 글씨로 본인의 자(字)와 생년간지가 쓰여 있으며, 다시 그 밑에 급제 당시의 왕의 시호와 후손의 이름이 쓰여져 있다. 태조 1년(1392)부터 고종 14년(1877)까지 문과급제자의 명단인 『국조방목』과 비교해 볼 때 제주 출신 급제자의 많은 수가 누락되어 있고, 기록방법에도 큰 차이가 있다.
이 책은 고종 29년(1892)에 작성된 것으로, 조선시대 통치체제 및 중앙진출 지방관료의 분포, 조선시대 기록문화 등을 보완해 주는 역사적 자료로 평가된다.

## 같이 보기
- 제주향교

## 참고 자료
- 용방록 - 국가유산청 국가유산포털